# 准胝神呪
准胝神呪もしくは准提呪などとも呼ぶ。中国では重視されている陀羅尼で、密教、禅宗、浄土宗などでよく唱えられている。この陀羅尼は准胝観音（准提観音、准胝菩薩、准提菩薩）のもので、十小呪の一つになる。中国のお寺では精進料理を食べる前に、この陀羅尼を唱えることがある。
出典は「仏説七倶胝仏母心大准胝陀羅尼経」からであり、「六字大明呪（六字真言）」との因縁も示している。台湾で有名な高僧、海涛法師はこの陀羅尼を真言の母（真言之母）と称している。また法師はこの陀羅尼は人から好かれる陀羅尼であるといい、ビジネスの縁談や夫婦円満のために唱えるのは最適であるとしている。
禅宗の教典「伝灯録」にはこの陀羅尼は十悪五逆の一切の罪を滅すとされ、一切の白法功徳が成就するという。この陀羅尼を持つ（唱える）ものは、出家者であろうと在家であろうと、飲酒をしようと、肉食であろうと、妻がいようと、修行を怠っても、心から唱えれば、短命の衆生を無量に寿命を延ばすとされている（此咒能滅十悪五逆一切罪障，成就一切白法功徳。持此咒者，不問在家出家、飲酒食肉、有妻子，不揀浄穢，但至心持誦，能使短命衆生增寿无量）。
また陰騭録こと了凡四訓の主人公である袁了凡はこの陀羅尼を雲谷禅師より授かり、功徳を積みながら、この陀羅尼を毎日唱えたことで宿命を変えたと言われている。

## 参考資料
- 准胝観音ご真言【無病息災・延命】
- 海濤法師 恭頌【准提咒108遍】字幕版
- 凖胝尊真言百唱